# Витомисль (Великопольське воєводство)
Витомисль (пол. Wytomyśl, нім. Witomischel) — село в Польщі, у гміні Новий Томишль Новотомиського повіту Великопольського воєводства.
Населення — 581 особа (2011).
У 1975-1998 роках село належало до Познанського воєводства.

## Демографія
Демографічна структура станом на 31 березня 2011 року:
|          | Загалом | Допрацездатний вік | Працездатний вік | Постпрацездатний вік |
| -------- | ------- | ------------------ | ---------------- | -------------------- |
| Чоловіки | 292     | 68                 | 196              | 28                   |
| Жінки    | 289     | 77                 | 157              | 55                   |
| Разом    | 581     | 145                | 353              | 83                   |